# Le Vermont
Le Vermont är en kommun i departementet Vosges i regionen Grand Est (tidigare regionen Lorraine) i nordöstra Frankrike. Kommunen ligger i kantonen Senones som tillhör arrondissementet Saint-Dié-des-Vosges. År 2022 hade Le Vermont 73 invånare.

## Befolkningsutveckling
Antalet invånare i kommunen Le Vermont
| Referens: INSEE |